# Mattias Mete
Mattias Mete (30 maggio 1987) è un ex calciatore svedese, di ruolo attaccante.

## Carriera
È uscito dal vivaio del Syrianska FC, con cui ha avuto modo di esordire prima di essere girato in prestito al Syrianska Kerburan e all'Arameiska-Syrianska (in entrambi i casi nel campionato di terza serie svedese) tra il 2008 e il 2009. Mete ha giocato per il Syrianska Kerburan anche nel 2010, ma a titolo definitivo: ha terminato la stagione con 16 gol all'attivo.
Nel 2011 ha disputato il suo primo campionato di Superettan tra le file del Västerås SK, segnando 12 gol in 27 presenze.
L'anno successivo è salito ulteriormente di livello, con l'ingaggio a parametro zero da parte dell'Åtvidaberg militante in Allsvenskan. Nel corso del campionato 2012 ha realizzato 4 reti in 17 partite, partendo titolare in due occasioni. Nonostante l'ingaggio del nigeriano John Owoeri e la presenza di cinque attaccanti in rosa, Mete ha iniziato anche la stagione 2013 all'Åtvidaberg, ma nel corso della finestra estiva di mercato è stato prestato al Syrianska FC, suo vecchio club, anch'esso militante in Allsvenskan. Qui ha segnato 3 gol in 14 presenze (inclusa una doppietta proprio contro l'Åtvidaberg titolare del suo cartellino), tuttavia la squadra è retrocessa matematicamente già con qualche giornata d'anticipo. Al termine dell'annata 2013, l'Åtvidaberg ha sfruttato una clausola che gli consentiva di rescindere il contratto con il giocatore con un anno di anticipo rispetto alla scadenza.
Tra il gennaio e il febbraio del 2014, Mete è sceso in campo in due occasioni con la squadra turca del Şanlıurfaspor militante nella seconda serie nazionale. La mancanza di spazio lo ha indotto a rientrare in Svezia, Nel luglio dello stesso anno, il giocatore ha firmato fino al termine della stagione con l'Husqvarna, squadra neopromossa che però chiuderà all'ultimo posto la Superettan 2014.
Nel gennaio del 2015 aveva firmato con i danesi del Vendsyssel, ma dopo neppure un mese e mezzo ha rescisso il contratto senza aver collezionato alcuna presenza in campionato. Pochi giorni più tardi è stato ingaggiato ufficialmente dal Dalkurd, contribuendo con 10 gol in 22 presenze alla prima promozione del club nel campionato di Superettan.
Nel gennaio del 2016 Mete è tornato a giocare in Turchia, questa volta al Dardanelspor nella quarta serie nazionale. In estate ha fatto ritorno in Svezia per aprire una nuova parentesi al Syrianska FC. A fine campionato ha rinnovato il proprio contratto fino al termine della stagione 2018. Nonostante Mete (che nel frattempo aveva ottenuto la fascia di capitano) abbia chiuso la Superettan 2017 come miglior marcatore stagionale della sua squadra con 11 reti, il Syrianska ha chiuso al penultimo posto in classifica ed è stato pertanto retrocesso in terza serie.
Durante la stagione 2018, conclusa con la promozione in Superettan ha riportato un infortunio al legamento crociato che lo ha costretto a una lunga assenza. Prima dell'inizio della stagione 2019, quando era ancora convalescente dal grave infortunio, ha lasciato la squadra.
Nell'aprile del 2019 ha scelto di ripartire da un'altra squadra della cittadina di Södertälje, il Södertälje FK, che militava in quarta serie. Quell'anno ha segnato 4 gol in 13 partite.
La sua tappa successiva ha avuto luogo tre anni più tardi al Nykvarns SK, squadra di cui è stato allenatore-giocatore (seppur con sole due presenze all'attivo in campo) nel settimo livello del calcio svedese.